# Hazuregyra
Hazuregyra is een geslacht van weekdieren uit de klasse van de Gastropoda (slakken).

## Soort
- Hazuregyra watanabei Shikama, 1962